# هيرش غليك
هيرش غليك هو كاتب وشاعر ليتواني، ولد في 24 أبريل 1922 في فيلنيوس في ليتوانيا، وتوفي في 1944 في إستونيا.

## وصلات خارجية
- هيرش غليك على موقع IMDb (الإنجليزية)
- هيرش غليك على موقع ميوزك برينز (الإنجليزية)
- هيرش غليك على موقع ميوزك برينز (الإنجليزية)
- هيرش غليك على موقع ديسكوغز (الإنجليزية)
- هيرش غليك على موقع ديسكوغز (الإنجليزية)
- هيرش غليك على موقع ديسكوغز (الإنجليزية)